# Gustaf Klingberg
Anders Gustaf Klingberg, född den 10 april 1842 i Sköldinge socken i Södermanlands län,, död den 18 januari 1920 i Södertälje, var en svensk skolman.
Klingberg blev filosofie doktor i Uppsala 1869 med avhandlingen Kants kritik af Leibinizianismen. Han blev lektor i Karlstad 1872, var rektor och lektor i Strängnäs 1881–1908. Tillsammans med Gustaf Sjöberg utgav han flera på sin tid mycket använda läroböcker i stilistik (1870), logik (1871) och antropologi (1872).
Gift med Amalia Lindh i sitt första äktenskap, med vilken han fick flera barn. Däribland författarinnan och översättaren Sigrid Adams-Klingberg. I sitt andra äktenskap var han gift med barnhemsföreståndarinnan Ellen Fischer, dotter av bankdirektör Elis Fischer.
Gustaf Klingberg är begraven på Gamla kyrkogården i Strängnäs.